# Kombrig
Combrig (sau kombrig, în rusă, комбриг, "kombrig", abreviere pentru командир бригады = "comandant de brigadă") a fost un grad militar de ofițer militar folosit în  Armata Roșie pentru comandanții de brigadă între 1935 și 1940 (în câteva cazuri până în 1941).
Gradul de kombrig era  un grad superior celui de polkovnik (colonel) și inferior celui de   komdiv (comandant de divizie). Când gradul de general a fost reintrodus în iulie 1940 majoritatea kombrig au primit gradul inferior de colonel polkovnik, câțiva primind gradul de general maior. 